# Drengeliv
Drengeliv er en dansk kortfilm fra 2013, der er instrueret af Emil Næsby Hansen efter manuskript af ham selv og Jakob Katz Hansen.

## Handling
William er godt træt af Næstved. Han er træt af at bo på en mark, hvorfra man skal cykle 20 minutter i mørke for at nå ind til byen, han er træt af at holde halvdelen af sit liv hemmeligt for sin mor og far. Og han er træt af at hans bedste ven Magnus også er begyndt at opføre sig som hans forældre. Magnus er godt træt af, at Larry ikke kan finde ud af at værne om sine kæledyr, og at de derfor altid ender med at dø. Larry er pænt træt af at hedde Larry. De tre 19-årige venners voksenliv rykker nærmere, og de ubekymrede tider med jordkolde pilsnere, butikstyveri og drømme om jordomrejser på fælles fiskekutter begynder at rinde ud. William står med en loyalitetskrise. Valget står imellem de fælles drengedrømme og Williams egne. Skal han blive i Næstved eller gå sine egne veje?